# Udy (Ukraina)
Udy (ukr. Уди) – wieś na Ukrainie, w obwodzie charkowskim, w rejonie bogoduchowskim. W 2023 liczyła 0 mieszkańców.